# Marignac (Tarn-et-Garonne)
Marignac település Franciaországban, Tarn-et-Garonne megyében. Lakosainak száma 102 fő (2022. január 1.). Marignac Avensac, Pessoulens, Cumont, Faudoas, Gimat és Maubec községekkel határos.

## Népesség
A település népességének változása:
| Lakosok száma | 116  | 116  | 120  | 111  | 109  | 107  | 105  | 103  | 102  |
|               | 2013 | 2015 | 2016 | 2017 | 2018 | 2019 | 2020 | 2021 | 2022 |